# گراتن دوفینوآ
گراتَن دوفینوآ (فرانسوی: gratin dauphinois‎؛ تلفظ فرانسوی: [ɡʁatɛ̃ dofinwa]) یک غذای سنتی بر پایۀ سیب‌زمینی پخته شده با خامه یا شیر از منطقۀ تاریخی دوفینه واقع در جنوب شرقی فرانسه می‌باشد.

## تاریخچه
اولین بار در ۱۲ جولای ۱۷۸۸ به این غذا اشاره شده است. این غذا به همراه زردپره زیتونی به عنوان شام در مهمانی چارلز-هنری، دوک کلرمونت-تونره و سپهبد دوفین برای مقامات شهری گپ، شهرستان اوت-آلپ کنونی، آماده شد.

## طرز پخت
گراتن دوفینوآ از لایه‌های نازک سیب‌زمینی خام و خامه تشکیل شده و داخل ظرفی آغشته به کره و سیر می‌پزد. برای هر یک کیلوگرم سیب‌زمینی، حدود ۶۰۰ میلی‌گرم خامه، ۲۵ گرم کره و یک حبه سیر احتیاج است. این ترکیب باید برای بیش یک ساعت در اجاقی با دمای ۱۵۰ درجۀ سانتی‌گراد بماند و در ۱۰ دقیقۀ آخر حرارت افزایش یابد.